# Storträsket (Nederluleå socken, Norrbotten, 731028-179781)
Storträsket är en sjö i Luleå kommun i Norrbotten och ingår i Råneälven-Altersundets kustområde.